# Mocidade Independente da Lomba do Pinheiro
Sociedade Beneficente Recreativa Cultural Mocidade Independente da Lomba do Pinheiro é uma escola de samba de Porto Alegre.

## História
A Mocidade Independente foi fundada em 5 de março de 1985. Sua sede localiza-se no bairro Lomba do Pinheiro. A escola iniciou a participação nos desfiles em Porto Alegre em 1993. No ano de 2005 a entidade contou sua trajetória no carnaval da cidade e terminou na última colocação no grupo de acesso. Como consequência a escola ficou fora dos desfiles a partir de 2006. Em 2012 a escola retornou a participar dos desfiles como convidada.

## Segmentos

### Presidentes
| Nome                       | Mandato         | Ref.        |
| -------------------------- | --------------- | ----------- |
| Rubens Guedes              | 1993            | [ 1 ]       |
| Jorge Luís da Silva        | 1994            | [ 1 ]       |
| Ézio Fajardo do Nascimento | 1995-1996       | [ 1 ]       |
| Ivaldo Luís Baptista       | 1997–1998       | [ 1 ]       |
| José Carlos “Caio”         | 1999-2000       | [ 1 ]       |
| Jorge Vidal                | 2020-2024       | [ 7 ] [ 8 ] |
| Moisés Vianna              | 2025-Atualidade | [ 9 ]       |

### Diretores
| Ano       | Mestres de bateria            | Ref.  |
| --------- | ----------------------------- | ----- |
| 1993      | Carlos Fernando               | [ 1 ] |
| 1994      | Fernando Silva Marcolino      | [ 1 ] |
| 1995–1996 | Marcelo Silveira “Marcelinho” | [ 1 ] |
| 1997      | Estêvão Renato Pereira        | [ 1 ] |
| 1998      | Rodrigo Gomes Cunha           | [ 1 ] |
| 1999      | Tiago Luís Martins            | [ 1 ] |
| 2022      | Mestre Cachorrão              | [ 7 ] |
| 2023      | Mestre Estêvão                | [ 8 ] |
| 2024      | Mestre André                  |       |
| 2025      | Mestre Nenê e Mestre Maninho  | [ 9 ] |

### Casal de Mestre-sala e Porta-bandeira
| Ano       | Nome                                       | Ref.  |
| --------- | ------------------------------------------ | ----- |
| 1993      | Mário Jéferson e Denise Damaceno           | [ 1 ] |
| 1994      | Marcelinho e Maria Clarice Ferreira        | [ 1 ] |
| 1995-1996 | Eduardo Fernandes e Maria Clarice Ferreira | [ 1 ] |
| 1997      | Marcelinho e Paula Verônica                | [ 1 ] |
| 1998      | Eduardo Fernandes e Rita de Cássia         | [ 1 ] |
| 1999-2000 | Júnior Fernandes e Tizane Silva            | [ 1 ] |
| 2022      | João Manoel e Rosicler Padilha             | [ 7 ] |
| 2023      | João Manoel e Giulia Pacheco               | [ 8 ] |
| 2024      | Leonardo Pereira e Jana Rodrigues          |       |
| 2025      | Jair Filho e Giulia Pacheco                | [ 9 ] |

## Carnavais
| 1993                                                      | 7.º lugar  | III             | Gramado das hortênsias na tela de um festival.                                  |                            |                        | [ 1 ]               |
| 1994                                                      | Campeã     | III             | Domingo tem Grenal.                                                             |                            |                        | [ 1 ]               |
| 1995                                                      | 3.º lugar  | 1B              | A Mocidade entre contos e fábulas.                                              |                            |                        | [ 1 ]               |
| 1996                                                      | Campeã     | Intermediário A | Retrato em preto e branco.                                                      |                            | Paulinho Durão         | [ 1 ]               |
| 1997                                                      | 7.º lugar  | Especial        | Um raio luminoso na superstição popular.                                        |                            | Paulinho Durão         | [ 1 ]               |
| 1998                                                      | 9.º lugar  | Especial        | A criação da raça brasileira.                                                   |                            | Paulão da Tinga        | [ 1 ] [ 10 ] [ 11 ] |
| 1999                                                      | 7.º lugar  | Intermediário A | A noite todos os gatos são pardos, será?                                        |                            |                        | [ 1 ]               |
| 2000                                                      | 4.º lugar  | Intermediário B | 500 anos depois, Cabral, ora pois pois.                                         |                            |                        | [ 2 ] [ 12 ] [ 13 ] |
| 2001                                                      | 5.º lugar  | Intermediário B | A Mocidade no trem da história do transporte coletivo de Porto Alegre.          |                            |                        | [ 14 ] [ 15 ]       |
| 2002                                                      | 6.º lugar  | Intermediário B | No carnaval dos carnavais nem tudo que reluz é ouro.                            |                            |                        | [ 16 ] [ 17 ]       |
| 2003                                                      | 7.º lugar  | Intermediário B | Num voo... O encontro de uma rica história alemã.                               |                            | Leandro SB             | [ 18 ] [ 19 ]       |
| 2004                                                      | 4.º lugar  | Acesso          | Dos conventos a Lajeado, um sonho imigrante no Vale do Taquari.                 |                            |                        | [ 20 ]              |
| 2005                                                      | 7.º lugar  | Acesso          | Entre Histórias e Contos as Glórias e Memórias da Mocidade.                     |                            |                        | [ 21 ]              |
| Não desfilou de 2006 a 2011.                              |            |                 |                                                                                 |                            |                        |                     |
| 2012                                                      | *          | Convidada       | *                                                                               |                            |                        | [ 6 ]               |
| 2013                                                      | *          | Convidada       | *                                                                               |                            |                        | [ 22 ]              |
| 2014                                                      | *          | Convidada       | *                                                                               |                            |                        | [ 23 ]              |
| 2015                                                      | *          | Convidada       | *                                                                               |                            |                        | [ 24 ]              |
| 2016                                                      | *          | Convidada       | A Mocidade encanta e canta os encantos da Lomba do Pinheiro                     |                            |                        | [ 25 ]              |
| As escolas da Série Bronze não desfilaram de 2017 à 2019. |            |                 |                                                                                 |                            |                        |                     |
| 2020                                                      | 6.º lugar  | Série Bronze    | Sou Independente, Sou Mocidade! Contra as Intolerâncias, Livre Clamo Liberdade. |                            | Paulinho Almeida       | [ 30 ] [ 31 ]       |
| Desfile cancelado em 2021.                                |            |                 |                                                                                 |                            |                        |                     |
| 2022                                                      | 3.º lugar  | Série Bronze    | Era uma Vez... Das Rotas Históricas, a Rota Verde Cultural de Porto Alegre      | Guaraci Feijó              | Bico Doce da Mangueira | [ 7 ] [ 33 ]        |
| 2023                                                      | 10.º lugar | Série Prata     | Diaspora Negra, a Travessia Sombria... Porque Orunmilá, Por Quê?                | Guaraci Feijó              | Paulinho Lima          | [ 8 ] [ 34 ]        |
| 2024                                                      | 3.º lugar  | Descentralizado | Mocidade... Escola de Samba, Escola de Vida                                     | Monica Aparecida           | Daniel Cojak           | [ 35 ] [ 36 ]       |
| 2025                                                      | 3.º lugar  | Série Bronze    | Vem gargalhar, fazer o mundo mais bonito com a Mocidade na magia do circo       | Mauricio “Mamau” de Castro | Wander Sales           | [ 9 ] [ 37 ]        |

## Títulos
| Títulos da Mocidade Independente da Lomba do Pinheiro | Títulos da Mocidade Independente da Lomba do Pinheiro | Títulos da Mocidade Independente da Lomba do Pinheiro | Títulos da Mocidade Independente da Lomba do Pinheiro |
| ----------------------------------------------------- | ----------------------------------------------------- | ----------------------------------------------------- | ----------------------------------------------------- |
| Grupo                                                 | Grupo                                                 | Títulos                                               | Anos                                                  |
|                                                       | Intermediário A (Atual Série Prata)                   | 1                                                     | 1996                                                  |
|                                                       | Grupo III (Atual Série Bronze)                        | 1                                                     | 1994                                                  |